# 黃連國家公園

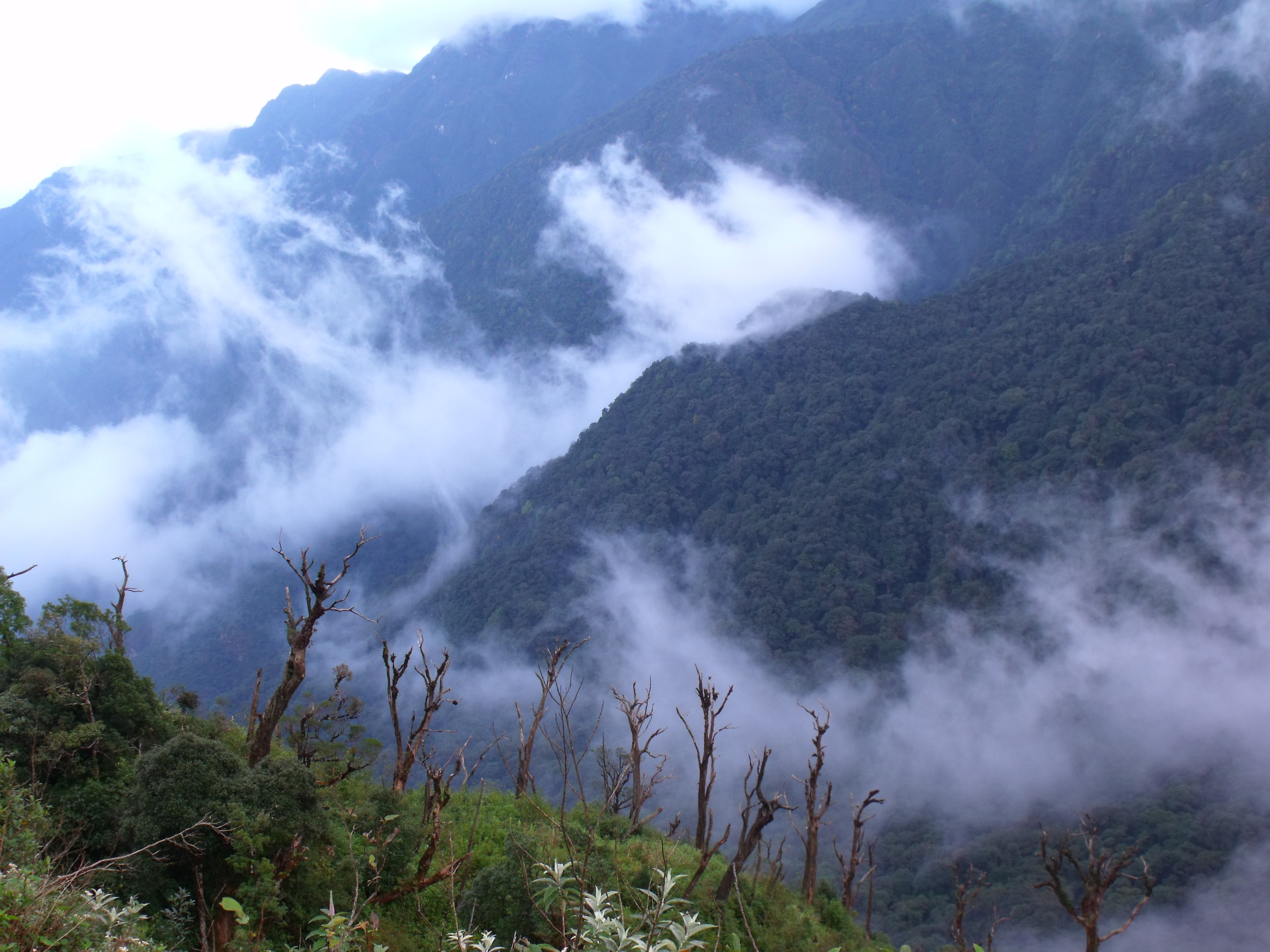

22°15′00″N 103°30′00″E / 22.25000°N 103.50000°E
黃連國家公園是越南的國家公園，位於該國西北部，成立於2002年7月12日，面積298平方公里，有鶇、鸚形目、鸚形目等約350種鳥類棲息，最高點番西邦峰海拔高度3,143米。